# Kaaimanzanger
De kaaimanzanger (Setophaga vitellina, synoniem: Dendroica vitellina) is een zangvogel uit de familie der Parulidae (Amerikaanse zangers).

## Verspreiding en leefgebied
Deze soort komt voor op de Kaaimaneilanden en de Swaneilanden en telt 3 ondersoorten:
- Setophaga vitellina crawfordi: de Little Cayman en Cayman Brac.
- Setophaga vitellina vitellina: de Grand Cayman.
- Setophaga vitellina nelsoni: de Swaneilanden (noordelijk van Honduras).